# Перикард
Перикард, срчана кеса, срчана овојница, (лат. pericardium), је серозно-фиброзна мембрана (овојница) у облику кесе (торбе), која са спољне стране омотава срце и одваја га од осталих органа средишњег дела грудне дупље (медијастинум). Главна улога перикарда је да покривајући срце, штити овај тако важан орган у телу, од разних унутрашњих и спољних утицаја.

## Физиолошка улога перикарда
Улога перикарда је пре свега заштита срца од разних утицаја, и огледа се у следећем;
- присутном течношћу у простору између два слоја перикард, ствара простор, који срцу омогућава нормалне покрете уз низак коефицијент трења,
- преко својих снажних веза са срцем, дијафрагмом и плућном марамицом, обезбеђује да се срце увек налази у стабилној позицији,
- спречава, нагло ширење комора код напора или хиперволемичног оптерећења,
- спречава веће пуњење срчаних преткомора за време систоле комора,
- спречава дислокације срца за време наглих покрета тела или у току повреда грудног коша.
- спречава и ограничава, ширење инфекција са плућа и плућне марамице на срце

## Анатомија
Перикард има облик обрнутог конуса (чија је база на доњој страни), и који својим доњим делом широко належе на дијафрагму са којом је чврсто повезан перикардиофреничним лигаментом. 
Анатомску грађу перикарда (срчане кесе), чине следећи делови;
- Висцерални перикард (који се назива и унутрашњи перикард или епикард)
- Паријетални перикард (спољашњи паријетални перикард или перикардијум).
- Перикардна шупљина (међупростор) који се налази између висцералног и паријелталног перикарда и испуњена је малом количином течности, која омогућава да слојеви срчане кесе без трења клизе један преко другог за време срчане активности. Ова шупљина која се налази између листова перикарда назива се и виртуелном јер се у здраве особе она не види али се у случају запаљења срчане марамице знатно увећава. Њено повећање изазива главни симптом болест перикарда, оштар бол у левој страни грудног коша.

Између два слоја перикарда обично се налази око 20 до 50 мл серозне свето ружичасте течности, (која се назива и ликвор перикарда) и која делује као мазиво.
Перикард се налази у средишњем делу грудне дупље (медијастнум) и простире се од великих крвних судова (горе) до дијафрагме (доле) од предњег зида грудног коша (напред) до једњака (позади), од левог плућног крила (лево) до десног плућног крила (десно)

## Болести перикарда
У клиничкој пракси најчешће се среће упала срчане овојнице, позната под називом перикардитис (лат. pericarditis), чија је учесталост јављања у бројним обдукцијским налазима од 4 до 12%.
Перикардитис се најчешће јавља у следећим клиничким облицима;
- Суви перикардитис или перикардитис сика (лат. pericarditis sicca)
- Перикардитис са изливом у перикардну кесу или ексудативни перикардитис
- Перикардитис са прираслицама, адхезивни или констриктивни перикардитис

Према етиологији (узроку) разликујемо следеће облике перикардитиса;
- Перикардитис инфекктивне етиологије.
- Перикардити у току ауто или хиперимуних болести
- Перикардитис у току других болести.
- Перикардитис изазван другим узрочницима;

- хемиперикард, изазван крварењем у перикардној кеси,
- пострадиациони перикардитис,
- периардитис након кардиохируршких операција,
- идиопатски перикардитис

Перикардитис се врло ретко јавља примарно већ је најчешће у склопу неког другог обољења (нпр. лупуса) или као компликација основне болести (нпр. срчани удар, уремија, тумори).
Појава перикардитиса често је удружена са упалом срчаног мишића (миокардитисом, ендокардитисом или панкардитисом), као што је то случај код реуматске грознице.